# Маслюк модриновий синіючий
Маслюк слизький, маслюк модриновий синіючий, маслюк сірий (Suillus viscidus, Boletus aeruginascens Secr. Ixocomus viscidus (Fr. et Hok.) Quél, Suillus aeruginascens (Secr.) Snell.) — гриб родини маслюкові (Suillaceae).

## Морфологічна характеристика
Шапинка 4-8 (12) см у діаметрі, брудно-біла, згодом жовтувато-, оливкувато- або червонувато-сіра, клейка, гола або зрідка волокнисто-дрібнолуската. Шкірка знімається. Пори брудно-білі, згодом сірувато-коричнюваті, кутасті. Спори 8-14 × 4-5 мкм, коричнюваті. Ніжка щільна, з кільцем, 4-8(10) × 1-3 см, жовтувато-сірувато. Кільце жовтувате, швидко зникає. М'якуш у шапці білий, з часом брудно-білий, у ніжці жовтуватий, згодом коричнюватий, при розрізуванні на повітрі над пластинками та в ніжці стає брудно-синюватим, запах і смак приємні.

## Екологічна приуроченість
Росте у модринових лісах; у липні — жовтні. Добрий їстівний гриб. Використовують свіжим.